# LOVE LOVE LOVE/嵐が来る
「LOVE LOVE LOVE/嵐が来る」（ラヴ・ラヴ・ラヴ/あらしがくる）は、DREAMS COME TRUEの18thシングル（両A面シングル）。1995年7月24日発売。発売元はEpic/Sony Records（現：ソニー・ミュージックレーベルズ）(8cmCD: ESDB-3590)。

## 概要
- 累計248.9万枚を売り上げ（オリコン調べ）、DREAMS COME TRUEのシングル作品では最大のセールスを記録している[2]。またアルバム「DELICIOUS」と共に同年のオリコン年間チャート第1位を獲得した。
- 2020年時点での日本の歴代CDシングル販売枚数10位[3]。
- ジャケット写真は篠山紀信が担当[注 1]。

## 楽曲解説
LOVE LOVE LOVE
- TBS系ドラマ「愛していると言ってくれ」主題歌&挿入歌。「愛していると言ってくれ オリジナル・サウンドトラック」には主人公のテーマ曲として制作され収録されている。
- 第6回ザテレビジョンドラマアカデミー賞(1995年)にて主題歌賞を受賞した[4]。
- 本作の原曲は中村がデビュー前の20代の頃に当時の彼女へ、バレンタインデーのお返しのために作詞作曲した「ホワイトデー」という曲であった[5][注 2]。上記ドラマ主題歌のオファーを受けた際、吉田にこの曲を聴かせたところ、吉田はこの曲を引き受けて歌詞を書き換え完成した[7]。またこの曲は、3分で出来たという[8]。
- 本曲中の「ルルルルル…」の部分について、吉田は「あそこは絶対“ルルルルル”以外あり得ない」などと話している。一方、中村はこの箇所に歌詞を乗せていたとしていたがそれがどんな詞だったのかということについては「それは言えない」と話している[8]。2024年2月18日放送の「日曜日の初耳学」で中村が明かしたところによると、「ルルルルル…」の部分の歌詞は「素肌に着て」であったという[6]。
- 1995年のNHK紅白歌合戦にて、『ROMANCE』とともに披露された。
- 曲のラスト部分のコーラスはコンサートでは観客の大合唱が恒例となっている。
- ミュージックビデオが制作され、「LOVE UNLIMITED∞」のCD-EXTRA、20周年アニバーサリー・ブック&DVDセット「Do You Remember 20 Years with DREAMS COME TRUE?」に収録された。
- 1998年に高校の音楽教科書に掲載[9]。
- 2006年の「第57回NHK紅白歌合戦」に出演した際、「何度でも」と「LOVE LOVE LOVE」と組み合わせた「何度でも LOVE LOVE LOVE」という形で演奏され、これ以降のライブパフォーマンスではこのアレンジで演奏されることもある[10]。
- 2016年にフルモデルチェンジされたSUBARU「インプレッサ」のCMソングとして使用[11][12]。
- 2017年度の日本音楽著作権協会（JASRAC）の著作権使用料分配額（国内作品）ランキングで年間10位を獲得[13]。

## アルバム収録
LOVE LOVE LOVE 〜ALBUM VERSION
- LOVE UNLIMITED∞(1996年4月1日)
- DREAMS COME TRUEGREATEST HITS “THE SOUL”(2000年2月14日)
- DREAMAGE -DREAMS COME TRUE“LOVE BALLAD COLLECTION”-(2003年12月17日、single version)
- 史上最強の移動遊園地 DREAMS COME TRUE WONDERLAND 2003(2003年12月17日、初回限定盤特典CDに収録、English Version)
- LOVE OVERFLOWS -ASIAN EDITION-(2004年3月3日、ENGLISH VERSION)
- .LOVE(2008年10月29日、エイベックスが発売しているコンピレーション・アルバム)
- DREAMS COME TRUE CONCERT TOUR 2006 THE LOVE ROCK (2009年12月17日、初回限定盤特典CDに収録、ENGLISH VERSION)
- 史上最強の移動遊園地 DREAMS COME TRUE WONDERLAND 2011(2012年3月21日、初回限定盤特典CD)
- さぁ鐘を鳴らせ(2013年7月10日、初回限定盤ボーナストラック『LOVE LOVE LOVE 〜 組曲「未来予想図」』 from SYMPHONIC GOLDBLEND)
- DREAMS COME TRUE THE BEST！ 私のドリカム(2015年7月7日)
- DOSCO prime(2020年10月14日、DOSCO prime Version)

嵐が来る
- LOVE UNLIMITED∞(1996年4月1日、ALBUM VERSION)
- DREAMS COME TRUE 裏ドリワンダーランド 2012/2013(2013年6月19日)
- DREAMS COME TRUE THE ウラBEST！ 私だけのドリカム(2016年7月7日)

## 収録曲
| 全作詞: 吉田美和、全作曲・編曲: 中村正人。 |                    |          |            |      |
| #                                          | タイトル           | 作詞     | 作曲・編曲 | 時間 |
| 1.                                         | 「LOVE LOVE LOVE」 | 吉田美和 | 中村正人   | 3:24 |
| 2.                                         | 「嵐が来る」       | 吉田美和 | 中村正人   | 4:14 |
| 合計時間:                                  | 合計時間:          | 7:40     |            |      |

## ミュージックビデオ
| 曲名           | ミュージックビデオ                                            |
| -------------- | ------------------------------------------------------------- |
| LOVE LOVE LOVE | 「LOVE LOVE LOVE」                                            |
| LOVE LOVE LOVE | 「LOVE LOVE LOVE (from THE DREAM QUEST TOUR 2017 Live Ver.)」 |
| LOVE LOVE LOVE | 「何度でも / LOVE LOVE LOVE (from DWL2007 Live Ver.)」        |
| 嵐が来る       | 「嵐が来る (from URAWAN 2012 Live Ver.)」                     |

## タイアップ
| 曲名                             | タイアップ                                               |
| -------------------------------- | -------------------------------------------------------- |
| LOVE LOVE LOVE                   | TBS系ドラマ「愛していると言ってくれ」主題歌&挿入歌(1995) |
| LOVE LOVE LOVE                   | SUBARU「インプレッサ」CMソング(2016)                     |
| LOVE LOVE LOVE (English Version) | Honda「オデッセイ」CMソング(2003)                        |
| 嵐が来る                         | TBS系ドラマ「愛していると言ってくれ」挿入歌(1995)        |

## 収録アルバム
| 曲名                             | 収録アルバム                                       |
| -------------------------------- | -------------------------------------------------- |
| LOVE LOVE LOVE                   | BEST OF DREAMS COME TRUE                           |
| LOVE LOVE LOVE                   | DREAMAGE-DREAMS COME TRUE “LOVE BALLAD COLLECTION” |
| LOVE LOVE LOVE                   | DREAMS COME TRUE THE BEST! 私のドリカム            |
| LOVE LOVE LOVE 〜ALBUM VERSION   | LOVE UNLIMITED∞                                    |
| LOVE LOVE LOVE 〜ALBUM VERSION   | DREAMS COME TRUE GREATEST HITS "THE SOUL"          |
| LOVE LOVE LOVE (English Version) | LOVE OVERFLOWS -ASIAN EDITION-                     |
| LOVE LOVE LOVE (English Version) | DREAMS COME TRUE GREATEST HITS "THE SOUL 2"        |
| 嵐が来る                         | DREAMS COME TRUE THE ウラBEST! 私だけのドリカム    |
| 嵐が来る 〜ALBUM VERSION         | LOVE UNLIMITED∞                                    |

## カバー
| 楽曲           | リリース       | アーティスト         | 収録作品                                                                                | 備考           |
| -------------- | -------------- | -------------------- | --------------------------------------------------------------------------------------- | -------------- |
| Love Love Love | 1997年10月30日 | サーカス             | カバーアルバム「Heart」                                                                 |                |
| Love Love Love | 2005年9月14日  | 徳永英明             | カバーアルバム「VOCALIST」                                                              |                |
| Love Love Love | 2015年4月1日   | 徳永英明             | トリビュートアルバム「私とドリカム2 -ドリカムワンダーランド2015 開催記念 BEST COVERS-」 |                |
| Love Love Love | 2007年2月21日  | 中西保志             | カバーアルバム「Standards」                                                             |                |
| Love Love Love | 2007年7月19日  | 大橋純子             | カバーアルバム「Terra」                                                                 |                |
| Love Love Love | 2007年8月22日  | LOVERS ROCREW        | カバーアルバム「LOVERS POP」                                                            |                |
| Love Love Love | 2008年11月26日 | エリック・マーティン | カバーアルバム「Mr.Vocalist」                                                           | 英語でのカバー |
| Love Love Love | 2009年3月25日  | 桑田佳祐             | 映像作品「昭和八十三年度! ひとり紅白歌合戦」                                            |                |
| Love Love Love | 2009年4月8日   | 布施明               | カバーアルバム「Ballade II」                                                            |                |
| Love Love Love | 2009年8月26日  | 木山裕策             | 「I believe / 永遠」                                                                    |                |
| Love Love Love | 2010年8月4日   | cargo×seira          | アルバム「Flower Shower」                                                               | 英語でのカバー |
| Love Love Love | 2010年9月15日  | シン・スンフン       | カバーアルバム「My Favorite」                                                           |                |
| Love Love Love | 2010年10月20日 | 岩崎宏美             | カバーアルバム「Dear Friends V」                                                        |                |
| Love Love Love | 2012年12月5日  | さくらまや           | カバーアルバム「まや☆カラ カラオケクイーンさくらまやと歌おう!!」                        |                |
| Love Love Love | 2013年5月8日   | 堂本剛               | カバーアルバム「カバ」                                                                  |                |
| Love Love Love | 2013年6月5日   | クリス・ハート       | カバーアルバム「Heart Song」                                                            |                |
| Love Love Love | 2013年10月2日  | ザ・ユナイテッド     | アルバム「ウィー・アー・ザ・ユナイテッド」                                              | 英語でのカバー |
| Love Love Love | 2014年3月26日  | miwa/eji             | トリビュートアルバム「私とドリカム -DREAMS COME TRUE 25th ANNIVERSARY BEST COVERS-」    |                |
| Love Love Love | 2015年12月2日  | 華原朋美             | カバーアルバム「MEMORIES 3 -Kahara Back to 1995-」）                                    |                |
| Love Love Love | 2017年5月3日   | Ms.OOJA              | カバーアルバム「Ms. OOJAの、いちばん泣けるドリカム」                                    |                |
| Love Love Love | 2017年7月7日   | 井上苑子             | トリビュートアルバム「The best covers of DREAMS COME TRUE ドリウタ Vol.1」              |                |